# Donkey Konga 2
Donkey Konga 2 (ドンキーコンガ2?, Donkī Konga Tsū), pubblicato in Giappone come Donkey Konga 2: Hit Song Parade!, è un videogioco del 2004 della serie Donkey Kong per Nintendo GameCube. Secondo titolo della serie di videogiochi musicali, è il sequel di Donkey Konga. Pubblicato in Europa e America settentrionale nel 2005, ha ricevuto un seguito, distribuito solo in Giappone dal titolo Donkey Konga 3: Tabehōdai! Haru mogitate 50 kyoku.
Come gli altri titoli di Donkey Konga, Donkey Konga 2 utilizza la periferica DK Bongos ma mantiene la sua compatibilità con il controller GameCube.

## Trama
Donkey Kong e Diddy incominciano a fare pratica suonando i loro bonghi, ma durante l'esibizione, cominciano a litigare e incolpandosi a vicenda, dato che Donkey dice a Diddy sta facendo troppo in fretta, mentre Diddy gli risponde che è troppo lento. Arrivano Cranky e Dixie mentre i due continuano a darsi la colpa a vicenda, ma Dixie prende uno dei bonghi e comincia a suonarlo. DK e Diddy dubitano delle sue capacità, ma quest'ultima si rivela molto abile in particolare per il tempismo e la precisione e fa notare ai due che devono soltanto affinare la loro abilità, riuscendo infine a riappacificarli.
Poco dopo Cranky suggerisce che per migliorarsi dovrebbero gareggiare contro altre persone e partire così per un tour musicale, DK e Diddy si rivelano entusiasti all'idea e decidono di fare un viaggio per diventare famosi e guadagnare una grandissima quantità di banane.